# Alicja Leszczyńska
Alicja Leszczyńska (ur. 18 czerwca 1988 w Lubaniu) – polska siatkarka grająca na pozycji rozgrywającej. Młodzieżowa reprezentantka Polski. Obecnie zawodniczka Köpenicker SC.

## Kluby
- BKS Stal Bielsko Biała (wychowanka)
- MKS Bielsko-Biała
- LTS Legionovia Legionowo (2006)
- Skra Bełchatów (2006–2007)
- AZS KSZO Ostrowiec Świętokrzyski (2008–2009)
- GCB Centrostal Bydgoszcz (2009–2010)
- Pronar AZS Białystok[1] (2010)
- Sandeco EC Wybrzeże TPS Rumia (2010–2011)
- Köpenicker SC Berlin[2] (2011-nadal)

## Osiągnięcia
- 2010  Złoty medal Akademickich Mistrzostw Polski

Najlepsza rozgrywająca Akademickich Mistrzostw Polski

## Rodzina
Jest córką znanego trenera, Krzysztofa Leszczyńskiego i młodszą siostrą siatkarki, Wioletty Leszczyńskiej.